# Vivat!-Quadrille
Die Vivat!-Quadrille ist eine Quadrille von Johann Strauss (Sohn) (op. 103). Sie wurde am 3. Oktober 1851 im Wiener Volksgarten erstmals aufgeführt.